# VEED Festival 2019
Op het VEED Festival 2019 werden de VEED Awards van 2019 toegekend. Het festival vond plaats in de AFAS Live in Amsterdam op 23 maart 2019. Het werd gepresenteerd door Quinty Misiedjan en Barend van Deelen. VEED werd bedacht door Kelvin Boerma, Peter de Harder en Mert Ugurdiken en producenten Omar Kbiri, Jacqueline Vizee en Viola Welling.

## Genomineerden en winnaars 2019
Hieronder de volledige lijst van genomineerden in elke categorie. De winnaars zijn in het vet aangeduid.
| Categorie                            | Genomineerden Winnaars |
| ------------------------------------ | --- |
| Beste Mannelijke YouTuber            | Enzo Knol Giel de Winter Jeremy Frieser Kelvin Boerma GameMeneer |
| Beste Vrouwelijke YouTuber           | Bo Beljaars Jessie Maya Marije Zuurveld Nienke Plas Sophie Ousri |
| Beste Muziek YouTuber                | FOURCE Jesse Hoefnagels Kelvin Boerma Sophie Ousri StukTV |
| Beste YouTube Kanaal                 | De Bellinga's GameMeneer Enzo Knol Kalvijn StukTV |
| Beste Comedy YouTuber                | Bardo Ellens Dylan Haegens Jeremy Frieser Jesse Hoefnagels Kelvin Boerma |
| Beste Vlogger                        | De Bellinga's GameMeneer Enzo Knol Familie Lakap Jeremy Frieser |
| Beste Nieuwkomer                     | Bankzitters Forever Jade Familie Lakap Senna Bellod Spaze |
| Beste YouTube Video                  | Ariana Grande - Thank you, next parodie van Sophie Ousri In 3 maanden onderbroekenmodel van Peter de Harder Nee van Kelvin Boerma Muziek verandert ons 2 van Jeroen van Holland #BOOS DOCU: Terug naar je eige land van Tim Hofman |
| Beste YouTube Serie                  | BanjoTown Docu van Bardo Ellens De Kluis van StukTV Fortnite Jachtzeizoen van LinkTijger Het Jachtseizoen van StukTV Kringloopkwartier van Boncolor                                                                                |
| Beste Gaming YouTuber                | Enzo Knol GameMeneer Royalistiq Lekker Spelen vThorben |
| Beste Beauty YouTuber                | Jessie Maya BeautyNezz Marije Zuurveld Mascha Feoktistova Vera Camilla |
| Beste Twitcher                       | GameMeneer Enzo Knol Jeremy Frieser Lekker Spelen Serpentgameplay |
| Beste Instagrammer                   | Cestmocro Girly's Blog Kelvin Boerma Marije Zuurveld Stefan De Vries |
| AD Journalistieke aanmoedigingsprijs | Convo Talkshow Peter de Harder Bondgenoten Vet Gezellig Voxpop Govert Sweep |